# ألان هيويت
ألان هيويت (بالإنجليزية: Alan Hewitt) هو ممثل أمريكي، ولد في 21 يناير 1915 في مانهاتن في الولايات المتحدة، وتوفي في 7 نوفمبر 1986 بسبب سرطان.

## أعمال

### أفلام
- (1962) أيام الخمر والورد

## وصلات خارجية
- ألان هيويت على موقع IMDb (الإنجليزية)
- ألان هيويت على موقع ألو سيني (الفرنسية)
- ألان هيويت على موقع ميوزك برينز (الإنجليزية)
- ألان هيويت على موقع أول موفي (الإنجليزية)
- ألان هيويت على موقع قاعدة بيانات برودواي على الإنترنت (الإنجليزية)
- ألان هيويت على موقع قاعدة بيانات الأفلام السويدية (السويدية)
- ألان هيويت على موقع ديسكوغز (الإنجليزية)
- ألان هيويت على موقع قاعدة بيانات الفيلم (الإنجليزية)
- ألان هيويت على موقع كينوبويسك (الروسية)